# 弗里曼冰川
66°10′S 132°24′E / 66.167°S 132.400°E
弗里曼冰川（英語：Freeman Glacier）是南極洲的冰川，位於佩里灣西部，處於弗里曼角以東，該冰川根據美國海軍拍攝的空中照片繪入地圖，現時由南極條約體系管理。